# Can Viladevall del carrer Sant Josep, 24-26
Can Viladevall del carrer Sant Josep, 24-26 és una obra neoclàssica de Mataró (Maresme) protegida com a Bé Cultural d'Interès Local.

## Descripció
Casal de planta baixa i dues plantes pis. En planta baixa presenta el portal d'accés i una obertura d'un local comercial. Al primer pis un balcó longitudinal
I dos balcons a la planta superior. La façana d'estil neoclàssic presenta pilastres d'ordre dòric. A la base dels capitells s'observen els astràgals. Per sobre els capitells se situa una cornisa amb dentellons i un acroteri amb balustres. Els balustres, capitells i mènsules dels balcons són de terracotta.
Aquesta casa i la casa núm. 22 formen un conjunt (Can Viladevall).